# Brazilsko višavje
Brazilsko višavje ali brazilska planota (portugalsko Planalto Brasileiro) je obsežna geografska regija, ki zajema večino vzhodnega, južnega in osrednjega dela Brazilije, skupaj okoli 4.500.000 km² ali približno polovico ozemlja države. Velika večina brazilskega prebivalstva (203 062 512; popis 2022) živi v višavju ali na ozkem obalnem območju neposredno ob njem.
Starodavni tokovi bazaltne lave so rodili velik del regije. Vendar pa je čas dramatične geofizične aktivnosti že zdavnaj mimo, saj zdaj ni več seizmične ali vulkanske aktivnosti. Erozija je prav tako igrala veliko vlogo pri oblikovanju višavja, saj je oblikovala obsežne sedimentne usedline in obrabila gore.
Brazilsko višavje je znano po svoji veliki raznolikosti: v regiji je več različnih biomov, zelo različne podnebne razmere, veliko vrst prsti ter na tisoče živalskih in rastlinskih vrst.

## Glavne delitve
Brazilsko višavje je zaradi svoje velikosti in raznolikosti običajno razdeljeno na tri glavna področja:
- Atlantska planota, ki se razprostira vzdolž vzhodne obale Brazilije in vključuje več gorskih verig. Nekoč ga je skoraj v celoti pokrival Atlantski deževni gozd, eno najbogatejših območij biotske raznovrstnosti na svetu, od katerega je ostalo le 7,3 %.
- Južna planota, ki napreduje v notranjost v južnem in južnem osrednjem delu države. Sedimentne kamnine, ki so delno prekrite z bazaltnimi razlitji lave, tvorijo rodovitno zemljo, znano kot vijolična dežela. Velike dele te regije je pokrival tudi atlantski deževni gozd, medtem ko visokogorski gozd araukarije in travišča cerrado zavzemata velik del preostalega prostora.
- Centralna planota, ki zavzema osrednje dele Brazilije, s sedimentnimi in kristalinskimi formacijami. Približno 85 % je bilo nekoč pokrito z vegetacijo cerrada, od katere je le majhen del ostal nedotaknjen.

Poleg planotastih regij se več sosednjih ali zaprtih gorskih verig šteje za del Brazilskega višavja. Nekateri najpomembnejši so (od severa proti jugu):
- Serra da Borborema
- Chapada Diamantina
- Serra do Espinhaço
- Serra do Caparaó
- Serra da Mantiqueira
- Serra do Mar
- Serra Geral

Najvišja točka Brazilskega višavja je Pico da Bandeira v Serra do Caparaó, 2891 metrov.